# Alexandrine Armfelt
Alexandrine Armfelt (Alexandra Vladimirovna Jeleznova) (Александра Владимировна Армфельт-Железнова), née le 16 septembre 1866 à Turku et morte le 6 mars 1933 à Léningrad, est une compositrice finlandaise-russe. Alexandrine Armfelt est l'arrière-petite-fille du comte Gustaf Mauritz Armfelt, général suédois entré au service de l'Empire russe.

## Biographie
Alexandrine Armfelt naît dans une famille cultivée de l'aristocratie finlandaise, d'ascendance suédoise. Son père, le comte Mauritz Wilhelm (Vladimir) Armfelt, est un proche de l'empereur et sa mère, née baronne Bilderling, est dame d'honneur de l'impératrice Alexandra Feodorovna. Elle reçoit une bonne éducation, parle le français, l'allemand, le suédois en plus du russe et apprend plus tard l'anglais, l'italien et le polonais, peint et dessine, compose des vers.
Elle étudie au conservatoire de Saint-Pétersbourg prenant des leçons de Franz Czerny, ainsi qu'auprès d'Anton Rubinstein, puis appartient au cercle de Balakirev, de César Cui et de Rimski-Korsakov. Elle publie sa première œuvre chez Jorgensson (l'éditeur de Tchaïkovski) à Moscou, une étude pour piano op. N°1, en 1893.
En 1895, elle épouse un officier, Vladimir Jeleznov, qui sert dans l'Oural. Comme elle, il est extrêmement cultivé, passionné d'archéologie et joue de la flûte. Les époux recueillent et publient des chants de cosaques de l'Oural. Ensuite, elle fait éditer des romances de sa composition, sur des vers de Fet, de KR, Shelley, etc., des morceaux pour piano et de musique de chambre (violoncelle, piano, violon, etc.) Sa période la plus productive se situe entre 1903 et 1914. Elle enseigne à l'école de Vsevolod Rapkopf (1859-1919).
Après la révolution d'Octobre, elle est obligée, devenue veuve et ayant perdu ses deux fils, de gagner sa vie en donnant des leçons de piano privées et en accompagnant des films muets dans des salles de cinéma.
Sa fille Xénia Ossetchkina (née Jeleznova) et son petit-fils Vsevolod Ossetchkine se sont appliqués à faire rééditer ses œuvres.

## Source
- (ru) Cet article est partiellement ou en totalité issu de l’article de Wikipédia en russe intitulé « Армфельт, Александра Владимировна » (voir la liste des auteurs).
- Tor Carpelan (de), Ättartavlor för de på Finlands riddarhus inskrivna ätterna 1, A–G, Helsingfors, Frenckell, 1954, p. 61